# 프랑수아 비에두
프랑수아 비에두(François Billetdoux, 1927년 9월 7일 ~ 1991년 11월 26일)는 미국인을 아버지로 하여 파리에서 태어난 프랑스의 극작가·배우다.
연극학교와 영화연구소를 거쳐 국립방송의 작가 겸 연출가가 되었다. 1951년에 처녀희곡 <13의 대실(貸室)>을 쓰고, 59년 <건배(乾杯)>로 주목을 끌었으며, 그 후 <텔페의 곳으로 가라>로 극작가로서의 지위를 확보했다. 그 후 <지구의 사정은 어떤가…> <흐린 뒤 맑음>이 있고, 지성(知性)과 서정성을 교묘하게 엮어내서, 현대의 부조리를 경쾌한 웃음으로 보여주고 있다.